# Peren-Theorem
In 2012 erarbeitete Franz Wilhelm Peren an der Columbia University das Peren-Theorem:
"If the users within a closed system employ its natural resources in such measure that its natural regeneration is exceeded over the long term, then the natural environment of this system will be completely exhausted”.
Das Peren-Theorem mathematisiert die logische Kausalität zwischen begrenzt regenerationsfähigen natürlichen Ressourcen einerseits und einer stetig wachsenden Menschheit anderseits. Es macht zweifelsfrei deutlich, dass Konsum und wirtschaftliche Globalisierung grundlegend neu zu regulieren sind, möchte der Mensch seine irdische Existenz bewahren. Als Derivat zum Peren-Theorem veröffentlichte Peren im Juli 2019 den Aufsatz Unsustainable Future: The Mathematical Frame in Which We Live, der die Nachhaltigkeit der Erde mathematisch innerhalb eines geschlossenen Systems beschreibt.

## Hintergrund
Der Mensch verbraucht die natürlichen Ressourcen der Erde schneller, als die Erde sie regenerieren kann. Die Menschheit lebt insgesamt über ihre Verhältnisse und auf Kosten zukünftiger Generationen. Die gegenwärtige Art zu wirtschaften mit den Zielen, monetäre Gewinne zu maximieren und quantitatives Wachstum und Wohlstand zu generieren, lässt sich nicht fortsetzen. Das Peren-Theorem zeigt auf, dass ein Verbrauch natürlicher Ressourcen innerhalb eines geschlossenen Systems, wie es die Erde darstellt, nur möglich ist, wenn deren Verzehr sich natürlich regenerieren kann. Wird dieses Gleichgewicht zu lange gestört, so führt dieses zum natürlichen Exitus dieses Planeten. Bei wachsender Weltbevölkerung ist der Pro-Kopf-Verbrauch an natürlichen Ressourcen aller auf oder von der Erde lebenden Menschen proportional zu reduzieren.

## Verwendung
Das Peren-Theorem mathematisiert die ökobilanzielle Logik, dass eine zunehmende Weltbevölkerung einherzugehen hat mit einer proportionalen Abnahme des durchschnittlichen Pro-Kopf-Verbrauchs natürlicher Ressourcen. Sollte die Menschheit innerhalb ihrer irdischen Existenz an einer natürlichen Umwelt in dem Maße interessiert sein, dass sie dem Menschen auch in Zukunft ein (Mindest-)Maß an Lebensqualität sichert, so bedarf es zwangsweise einer möglichst zeitnahen, operationalen Umsetzung dieses Theorems.